# Trégon

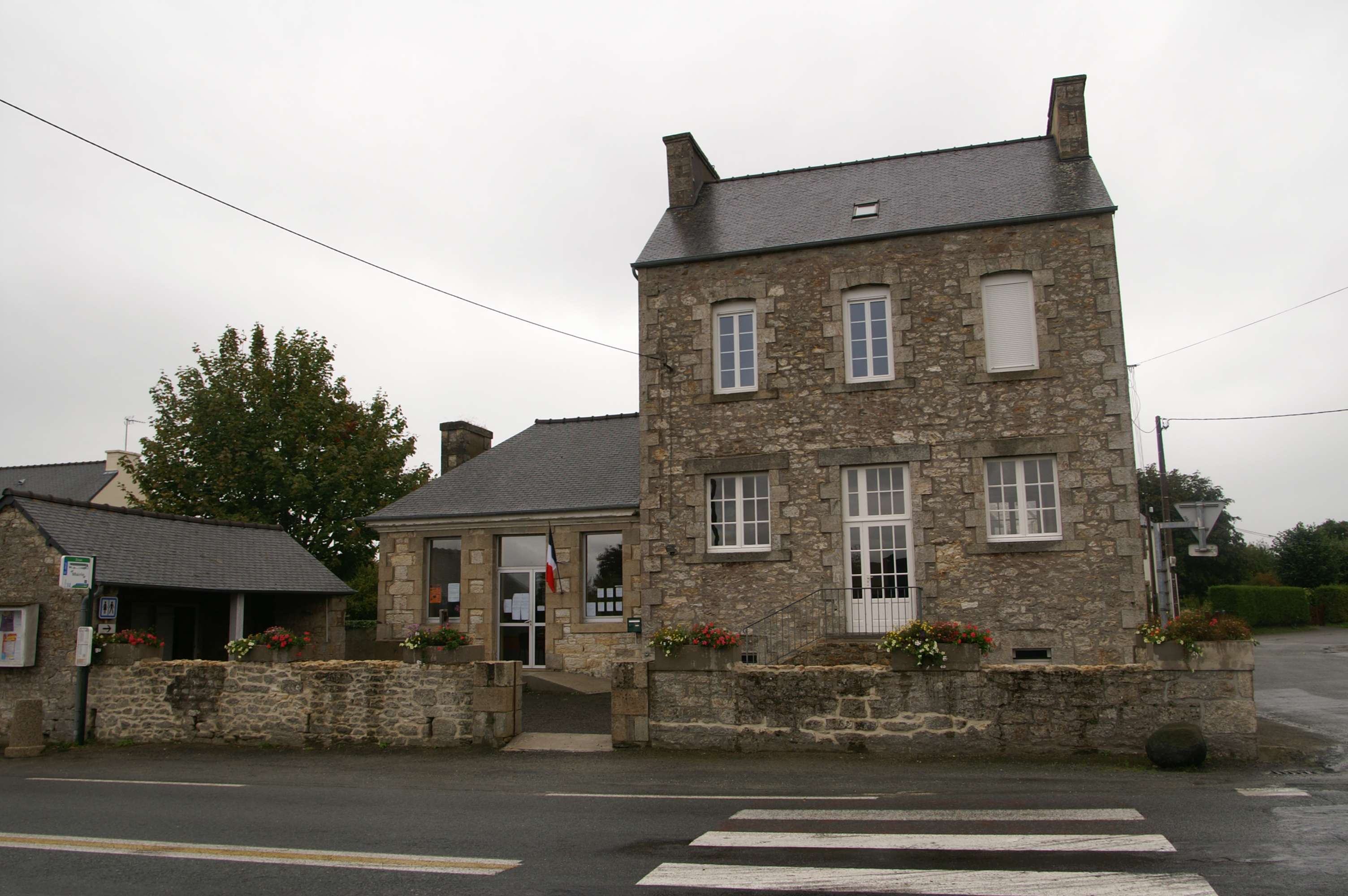
La mairie de Trégon avant sa rénovation.

Trégon [tʁegɔ̃] est une ancienne commune française située dans le département des Côtes-d'Armor, en région Bretagne.
Elle est devenue commune déléguée de Beaussais-sur-Mer le 1er janvier 2017.

## Géographie

### Localisation
Située dans le nord-est des Côtes-d'Armor en zone côtière à quatre kilomètres au sud-ouest de Ploubalay, la commune de Trégon est bordée au nord par la baie de Beaussais et ses polders.
|        | Saint-Jacut-de-la-Mer |           |
|        | Trégon                | Ploubalay |
| Créhen |                       |           |

### Lieux-dits et écarts
Le Vieux Bourg, la Ville Guérif, Beaussais.

## Toponymie
Le nom de la localité est attesté sous les formes Ecclesia Sancti Petroci en 1163, Ecclesia de Tregon vers 1330 et au XVe siècle, Tregon en 1409.
Son nom vient du vieux breton trev (village) et con (haut), « village du haut ».

## Histoire

### Néolithique
La présence de plusieurs monuments mégalithiques indique que le territoire de la commune a été occupé dès le Néolithique.

### LeXXesiècle

#### Les guerres duXXesiècle
Le monument aux morts porte les noms des 21 soldats morts pour la Patrie lors de la Première Guerre mondiale.

## Politique et administration

### Liste des maires
| Période                                  | Période       | Identité                 | Étiquette | Qualité                              |
| ---------------------------------------- | ------------- | ------------------------ | --------- | ------------------------------------ |
| Les données manquantes sont à compléter. |               |                          |           |                                      |
| 1938                                     | mai 1953      | Joseph Pavy              |           | Exploitant agricole, maire honoraire |
| mai 1953                                 | après 1958    | M. Thoreux               | Mod.      |                                      |
| avant 1970                               | après 1973    | Alfred Pavy              |           | Technicien avicole                   |
| mars 1977                                | mars 1989     | Jean Larribau            |           | Fonctionnaire aux PTT                |
| mars 1989                                | mars 2001     | Stanislas de Pontbriand  |           | Retraité des assurances              |
| mars 2001                                | décembre 2016 | Jean-François Merdrignac | DVD       | Agriculteur retraité                 |

## Population et société

### Démographie
L'évolution du nombre d'habitants est connue à travers les recensements de la population effectués dans la commune depuis 1793. À partir du 1er janvier 2009, les populations légales des communes sont publiées annuellement dans le cadre d'un recensement qui repose désormais sur une collecte d'information annuelle, concernant successivement tous les territoires communaux au cours d'une période de cinq ans. 
Pour les communes de moins de 10 000 habitants, une enquête de recensement portant sur toute la population est réalisée tous les cinq ans, les populations légales des années intermédiaires étant quant à elles estimées par interpolation ou extrapolation. Pour la commune, le premier recensement exhaustif entrant dans le cadre du nouveau dispositif a été réalisé en 2005,.
En 2014, la commune comptait 251 habitants, en évolution de +8,66 % par rapport à 2009 (Côtes-d'Armor : +1,68 %, France hors Mayotte : +2,49 %).
| 1793 | 1800 | 1806 | 1821 | 1831 | 1836 | 1841 | 1846 | 1851 |
| ---- | ---- | ---- | ---- | ---- | ---- | ---- | ---- | ---- |
| 302  | 210  | 315  | 349  | 322  | 337  | 343  | 375  | 362  |

| 1856 | 1861 | 1866 | 1872 | 1876 | 1881 | 1886 | 1891 | 1896 |
| ---- | ---- | ---- | ---- | ---- | ---- | ---- | ---- | ---- |
| 325  | 367  | 364  | 344  | 358  | 369  | 350  | 365  | 343  |

| 1901 | 1906 | 1911 | 1921 | 1926 | 1931 | 1936 | 1946 | 1954 |
| ---- | ---- | ---- | ---- | ---- | ---- | ---- | ---- | ---- |
| 329  | 327  | 304  | 297  | 294  | 295  | 295  | 302  | 300  |

| 1962 | 1968 | 1975 | 1982 | 1990 | 1999 | 2005 | 2010 | 2014 |
| ---- | ---- | ---- | ---- | ---- | ---- | ---- | ---- | ---- |
| 278  | 240  | 253  | 249  | 259  | 260  | 236  | 234  | 251  |

## Culture locale et patrimoine

### Lieux et monuments
La commune possède un patrimoine mégalithique assez important, dont deux édifices classés monuments historiques :
- Le dolmen de la Ville-Tinguy, classé par arrêté du 11 décembre 1963[12].
- L'allée couverte de la Hautière, classée par arrêté du 24 novembre 1964[13].
- La Grosse Roche, allée couverte ruinée, dite aussi Dolmen de la Ville.
- Le menhir de Launay-Trégon.

Autres monuments et sites :
- L'ancienne église, actuellement porte d'entrée de la sacristie de l'église Saint-Pétrock. Elle est inscrite partiellement au titre des monuments historiques par arrêté du 18 juin 1946[14].
- Le château de Beaussais
- L'église Saint-Pétrock : Claude-Louis de Lesquen, en retraite, bénit la première pierre le 10 août 1843[15]

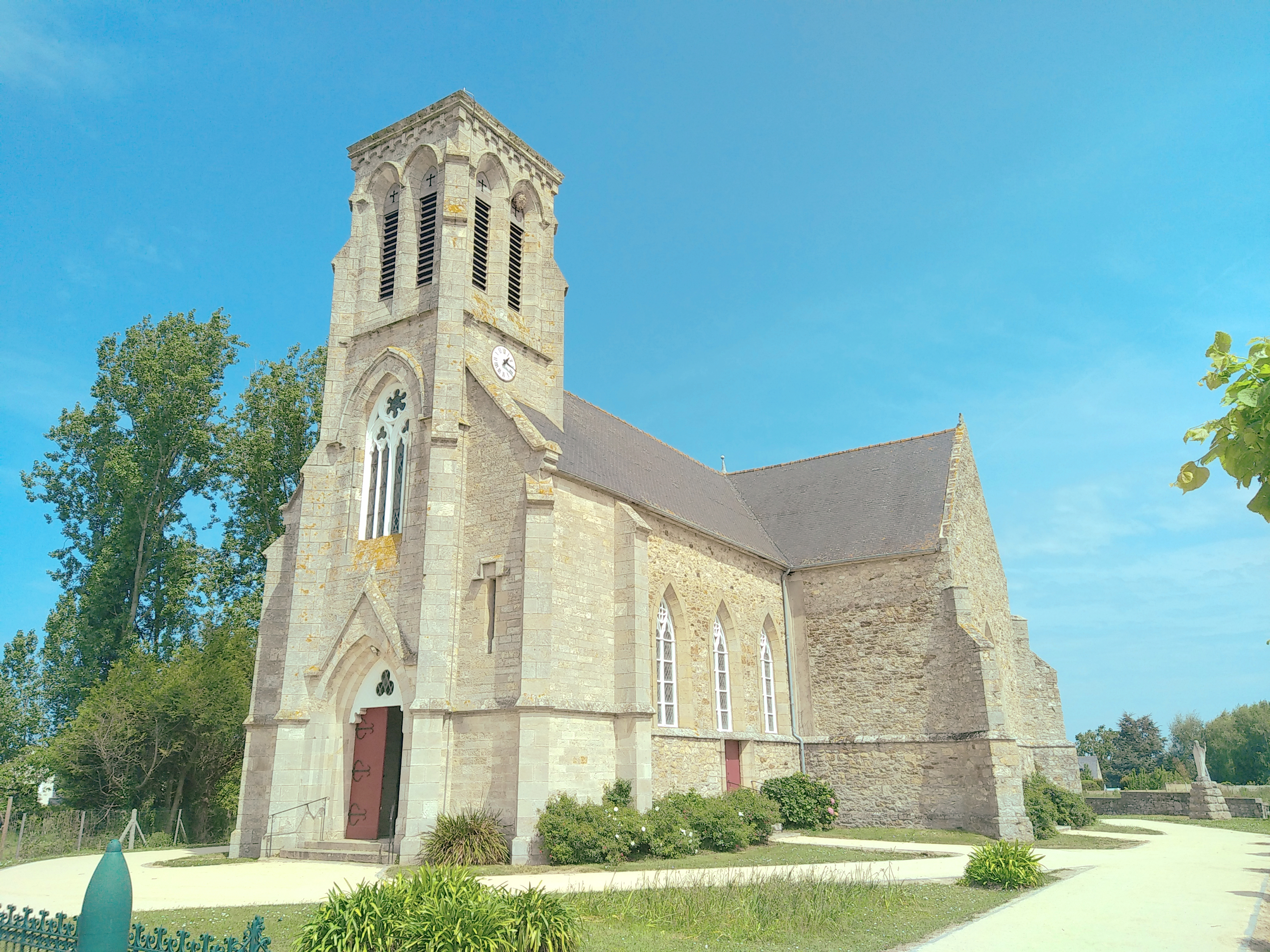
L’église Saint-Pétrock le dimanche 12 mai 2024,
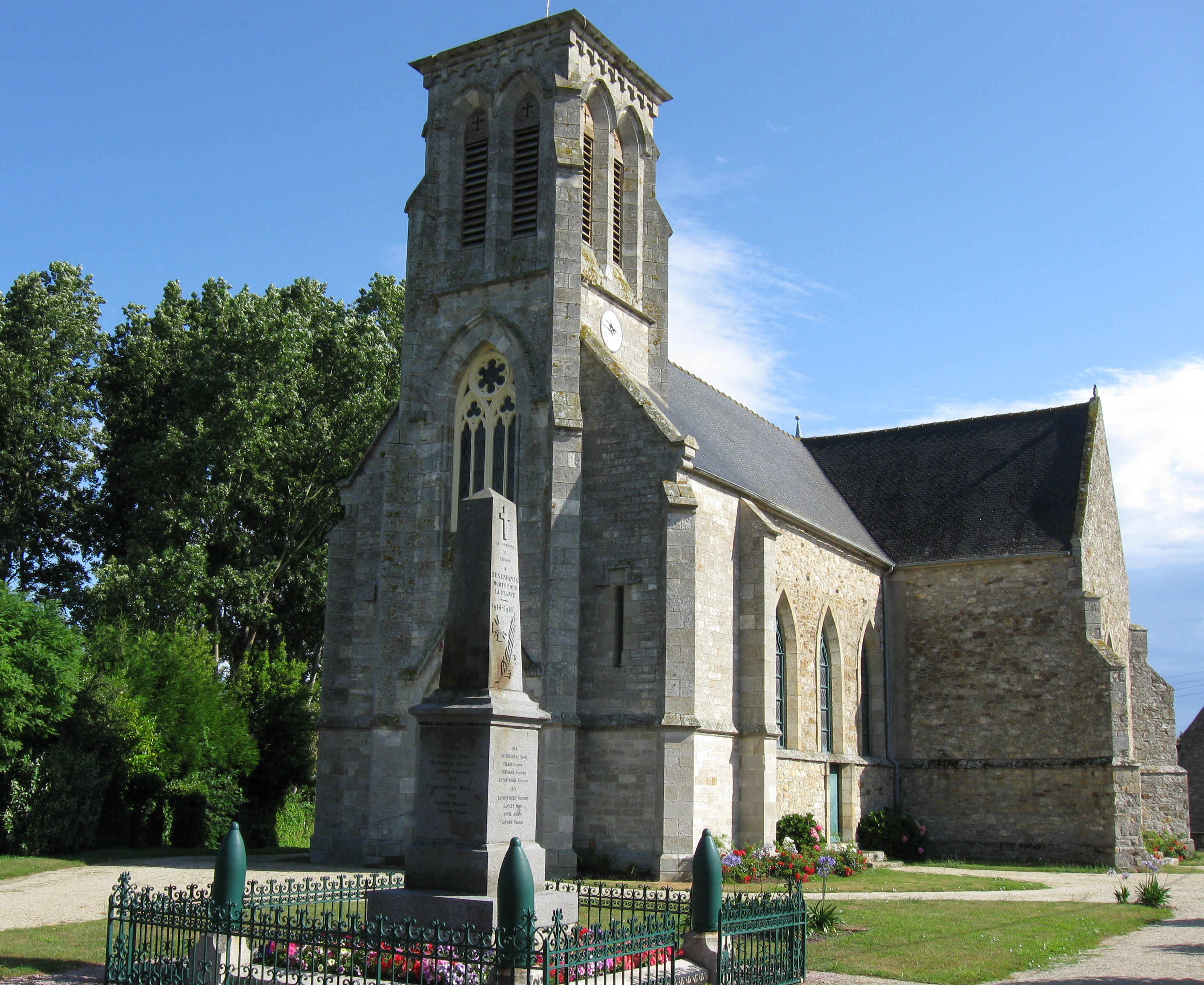
et le 5 août 2013.
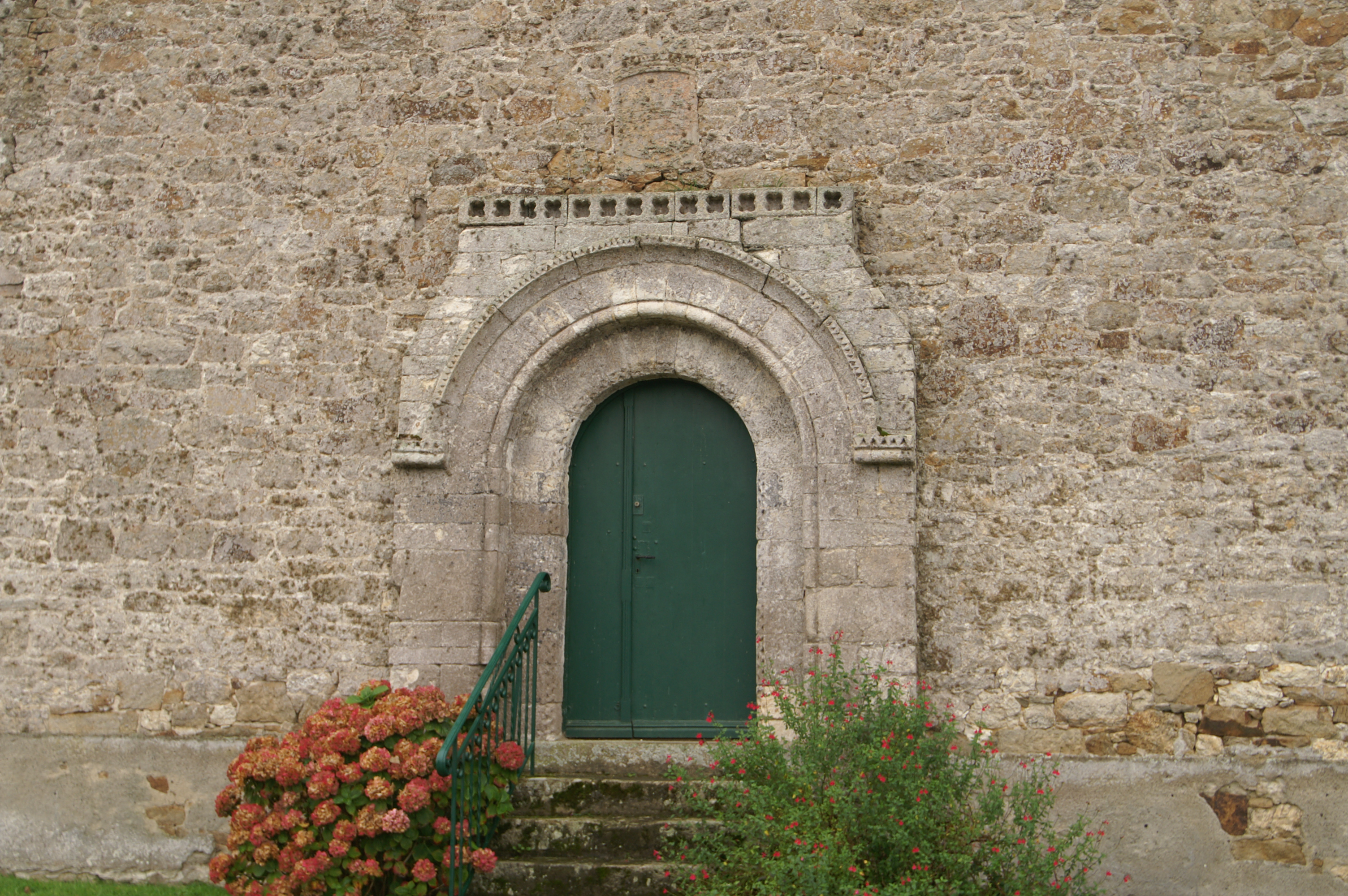
Portail roman de la sacristie
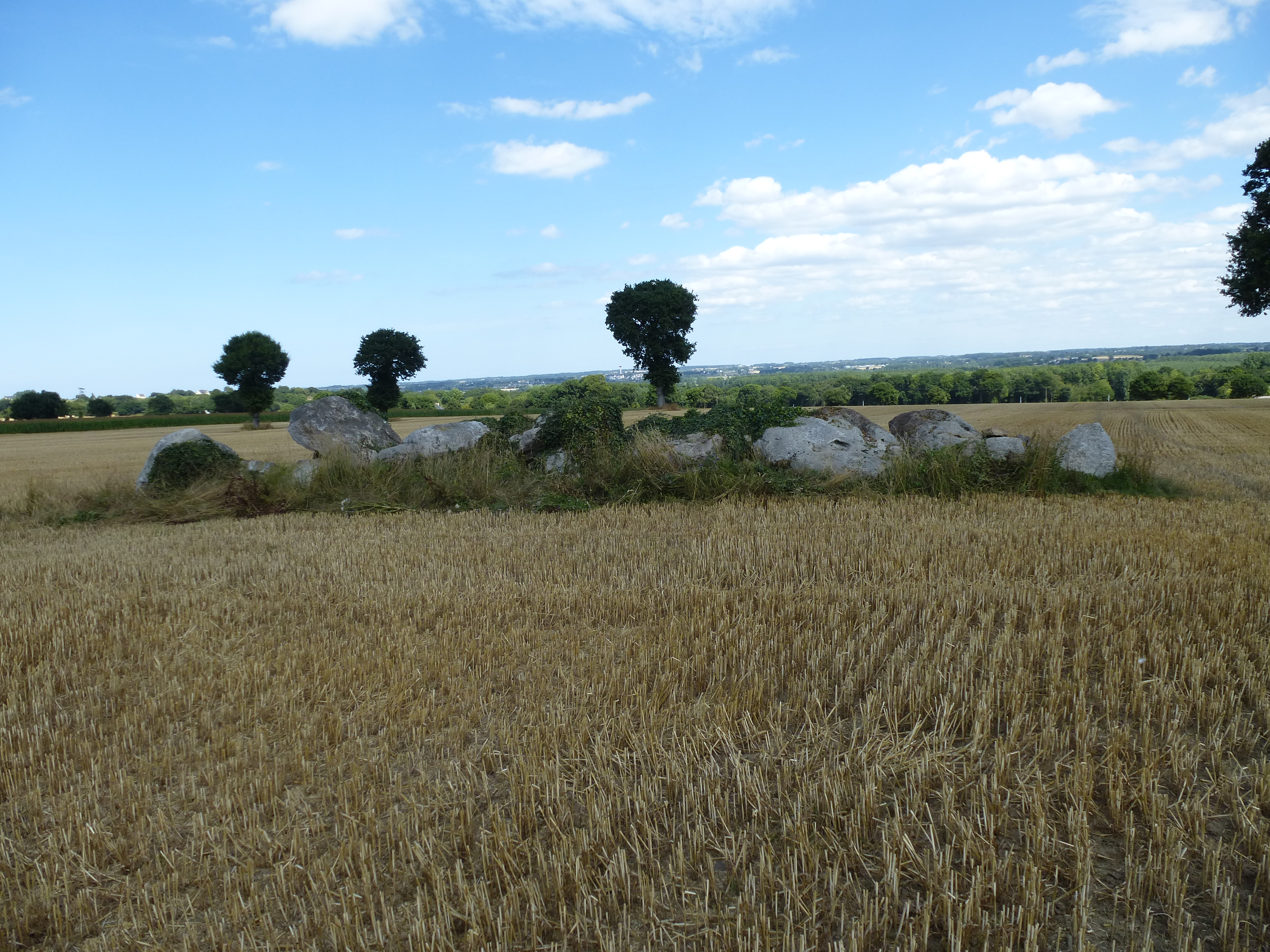
L'allée couverte de la Hautière
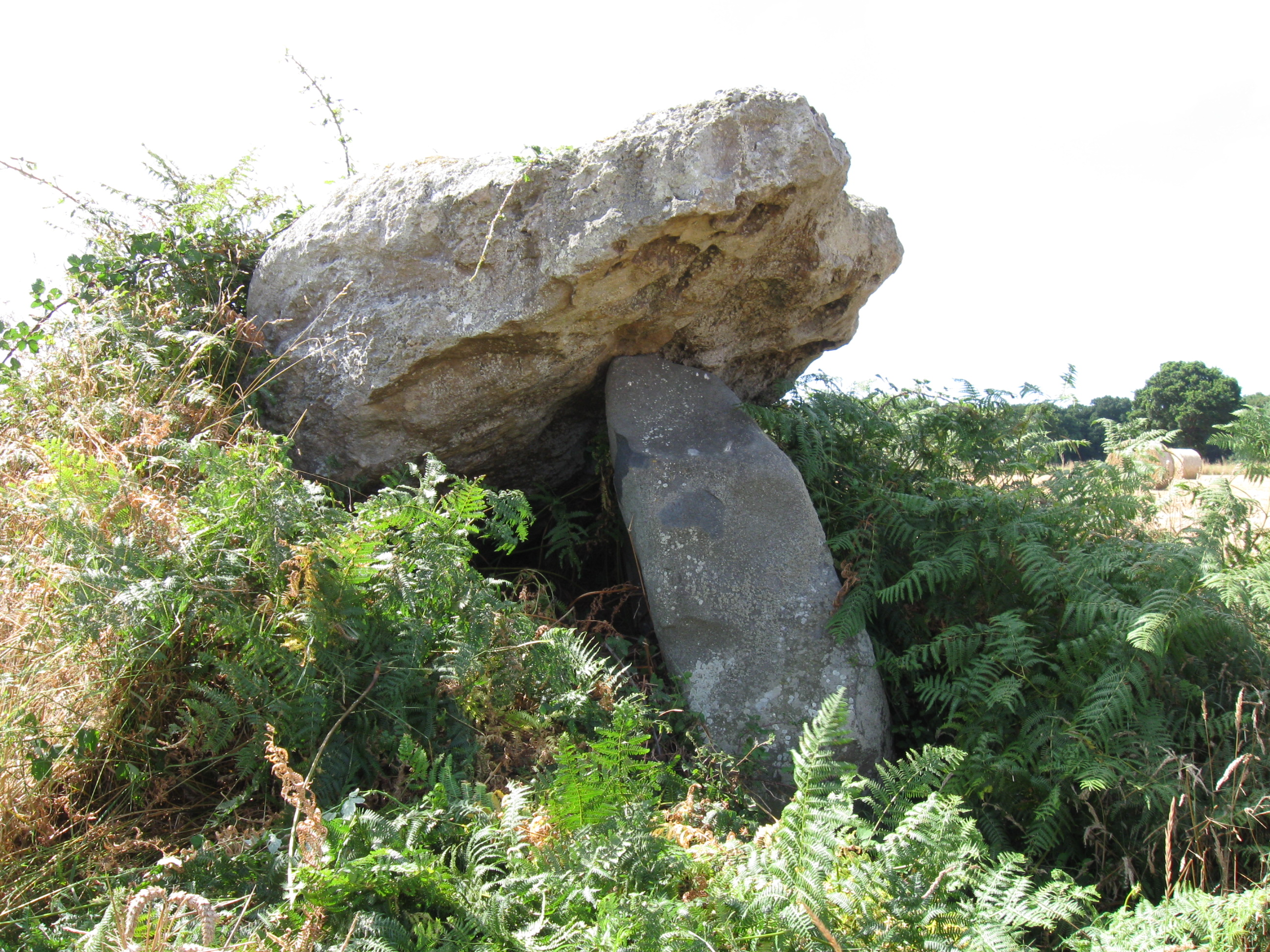
Dolmen dit de la Ville-Tinguy
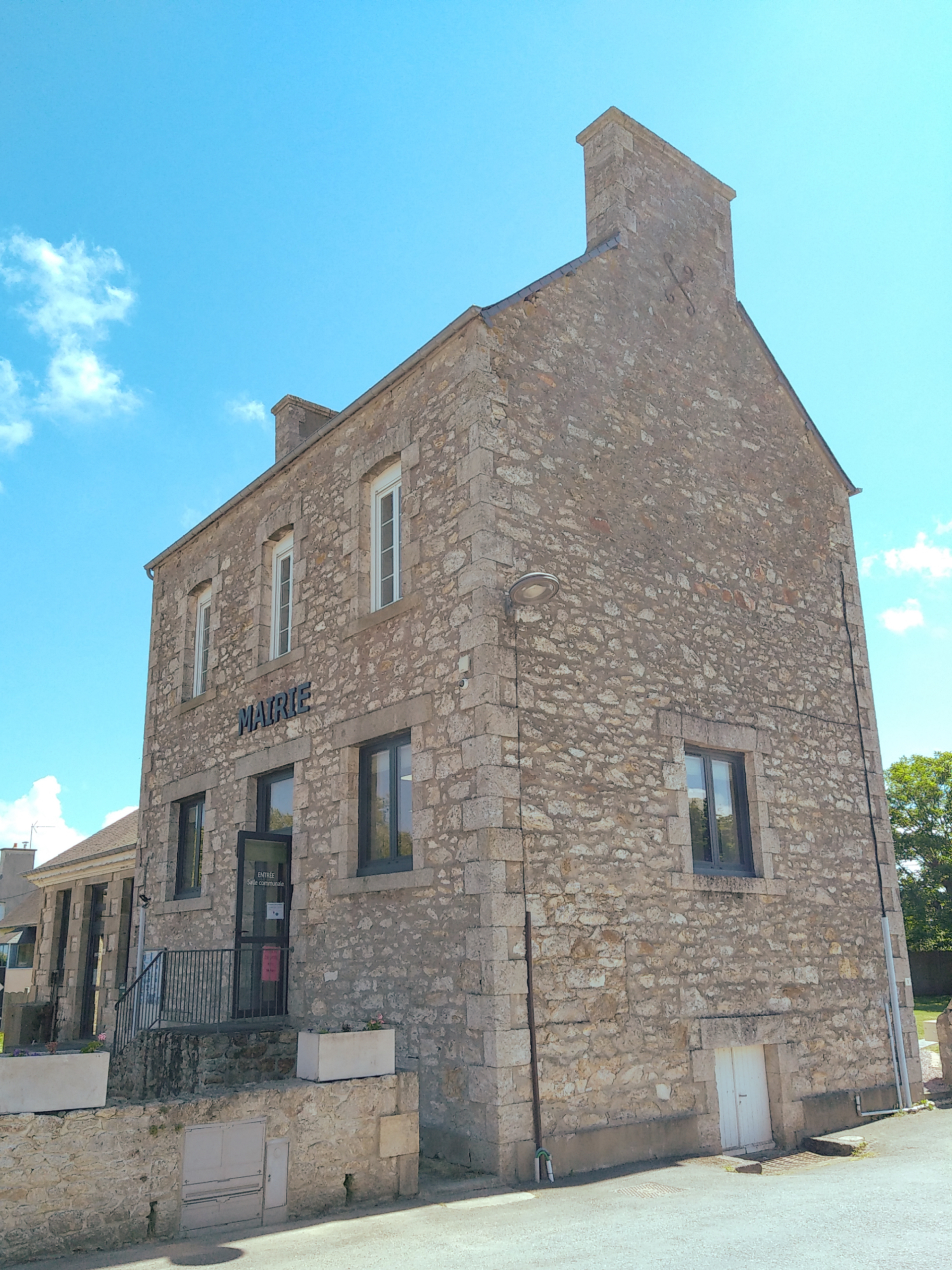
La mairie…
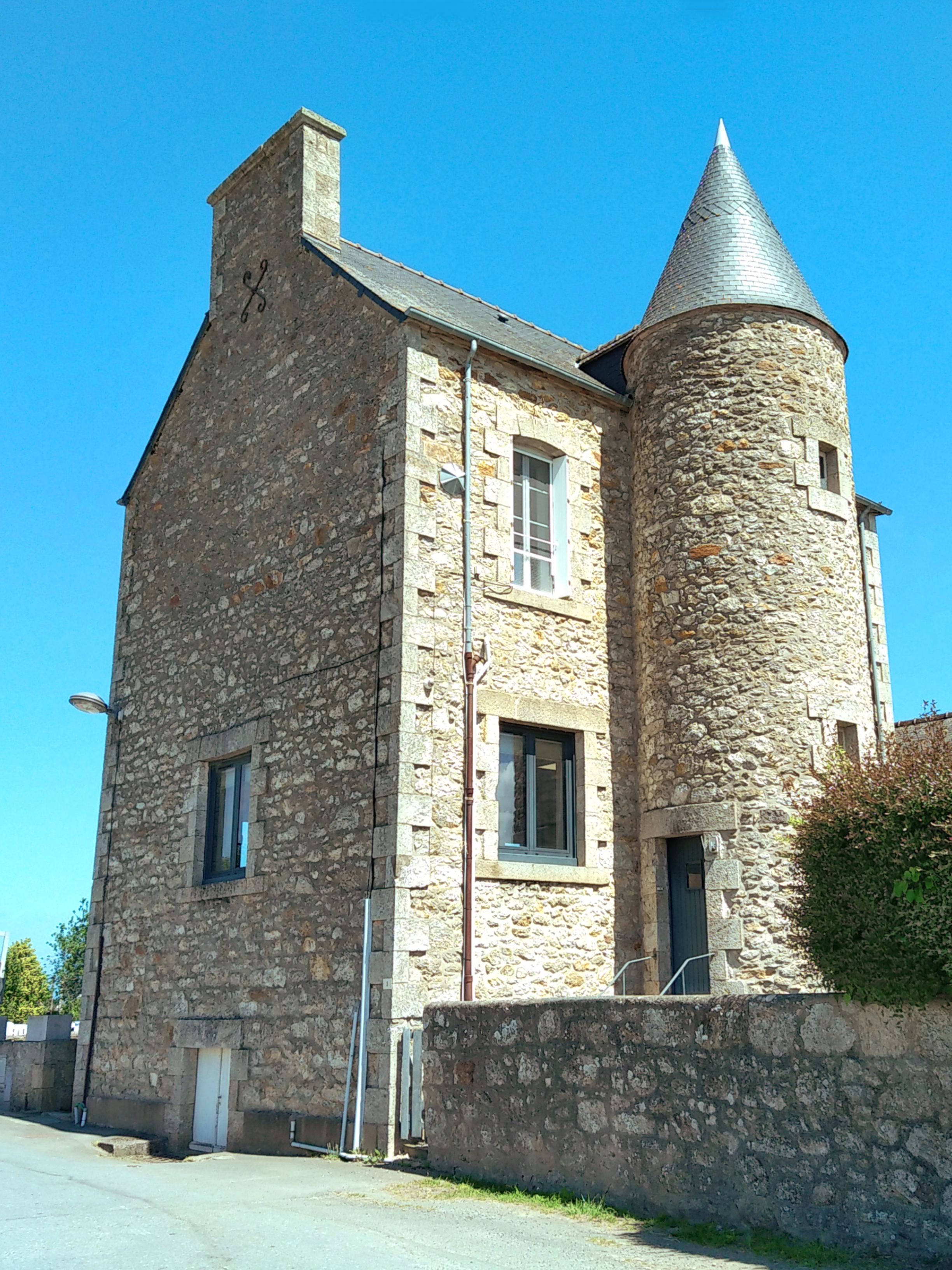
… et sa tourelle…
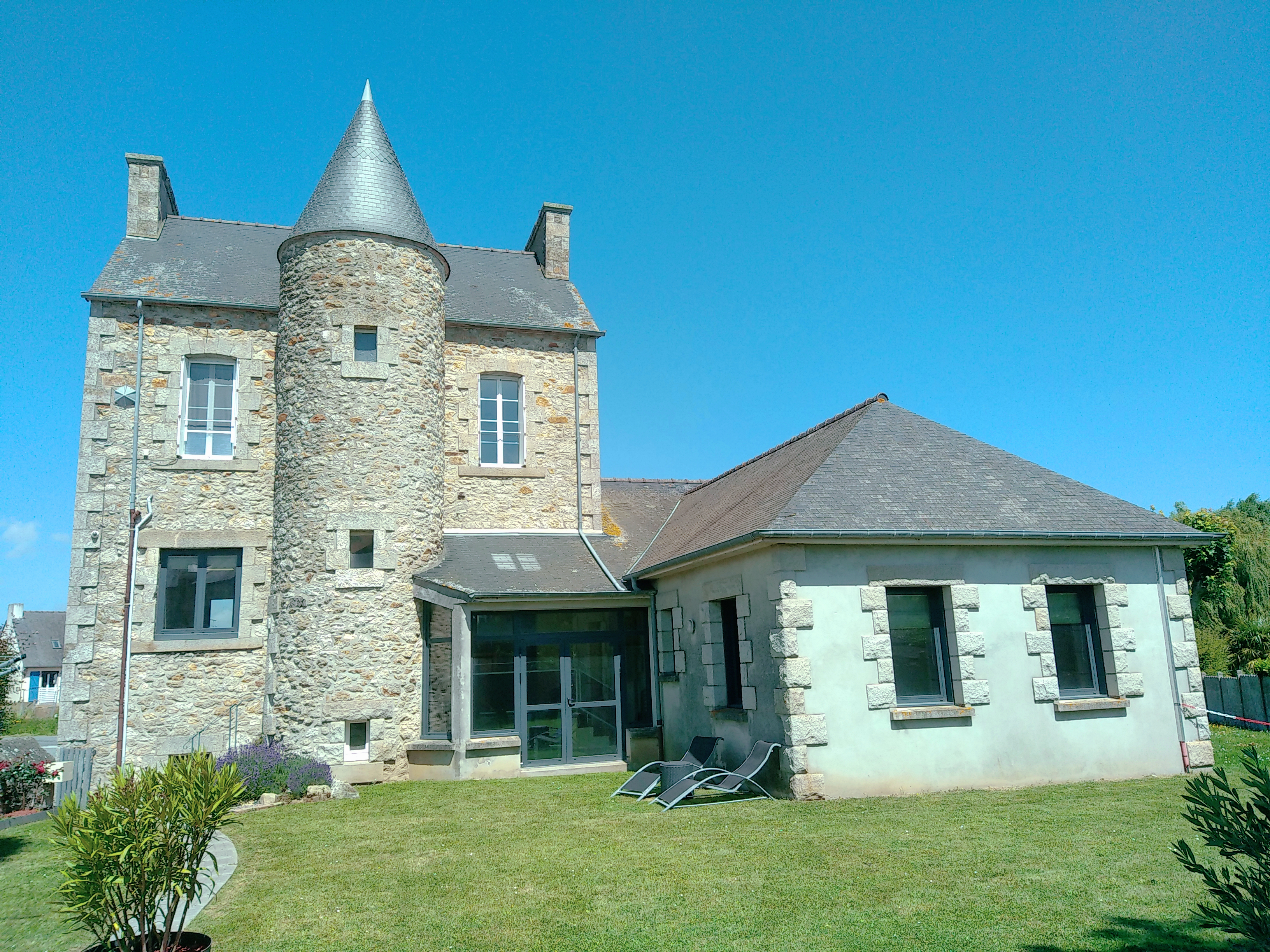
… sur la façade sud-est à l'arrière.

### Personnalités liées à la commune
- Claude-Louis de Lesquen, évêque de Rennes, né le 23 février 1770 au manoir du Bouillon.

### Héraldique
| Blason de Trégon | Blason  | Divisé en chevron renversé : au premier d'argent aux dix mouchetures d'hermine de sable ordonnées 4, 3, 2 et 1, au deuxième de sinople à la gerbe de blé d'or liée de sable ; au chevron ondé et renversé d'azur brochant sur la partition. |
| Blason de Trégon | Détails | Le statut officiel du blason reste à déterminer. |